# Чхве Чхивон

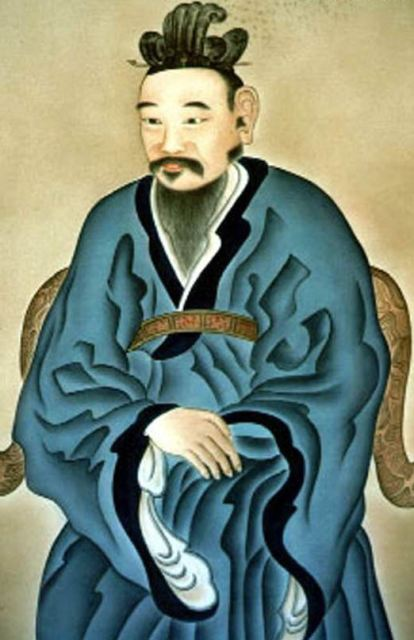
Чхве Чхивон

Чхве Чхивон (857-?), также встречается Чхве Чхи Вон — корейский поэт, ученый-конфуцианец, государственный деятель, стратег, историограф, каллиграф государства Объединенная Силла. В двенадцать лет уехал учиться в Китай. После возвращения в государство Силла был приглашен в королевскую академию. В 894 году отказался от службы. Поселился в находящемся в горах буддийском монастыре. На русском языке есть биография Чхве Чхивона. Она помещена в книге Ким Бусик Самкук саги.
Чхве Чхивон — первый крупный поэт в истории корейской литературы на китайском языке. Автор двух поэтических циклов, написанных в Китае: «Воспеваю ветер и луну» и «Семисловные стихи, в которых описывается сила дэ». Некоторые из его сочинений сохранились в произведениях более поздних авторов.

## Русские переводы стихотворений Чхве Чхивона
- Классическая поэзия Индии, Китая, Кореи, Вьетнама, Японии, 1977. С. 406—410;
- Светлый источник. Средневековая поэзия Китая, Кореи, Вьетнама. Сост. Е. Дьяконовой, послесловие и примечания И. Смирнова. М., 1989. С. 412;
- Троцевич А. Ф. История корейской традиционной литературы (до XX в.). СПб., 2004. С. 258—259.